# Jonathan Bagger
Jonathan Anders Bagger (nacido el 7 de agosto de 1955) es un físico teórico estadounidense, especializado en física de altas energías y teoría de cuerdas. Es conocido por la acción Bagger–Lambert–Gustavsson.

## Biografía
Recibió su licenciatura en 1977 en Dartmouth College. Posteriormente fue becario Churchill en la Universidad de Cambridge. En 1978 se convirtió en estudiante de posgrado en física en la Universidad de Princeton, donde recibió su doctorado en 1983. Su tesis doctoral llevó por título Matter Couplings in Supergravity Theories y fue supervisada por Edward Witten. Realizó un postdoctorado de 1983 a 1986 en el Stanford Linear Accelerator Center. De 1986 a 1989 fue profesor asociado en la Universidad de Harvard. En la Universidad Johns Hopkins se convirtió en 1989 en profesor titular, ocupando una cátedra allí hasta 2014. Ese mismo año, fue nombrado director de TRIUMF, el laboratorio nacional de física nuclear y de partículas de Canadá.
Su investigación se centra en la física de altas energías, la supersimetría y la teoría de cuerdas. Estuvo en el Instituto de Estudios Avanzados de Princeton durante el año académico 1985-1986 y en 1998. Fue elegido en 1997 miembro de la Sociedad Estadounidense de Física y en 2008 miembro de la Asociación Estadounidense para el Avance de la Ciencia. Fue editor asociado de Physical Review Letters de 1990 a 1993 y de Physical Review D de 1998 a 2007. Se incorporó en 1997 al consejo editorial del Journal of High Energy Physics y en 1998 al consejo editorial de Physics Reports.
El 18 de junio de 1988 en Arlington, Vermont, se casó con Deborah Gay Dunham.

## Publicaciones
- Wess, Julius y Bagger, Jonathan (diciembre de 1983). Supersimetría y Supergravedad . Serie Princeton en Física.  / 0-691-08556-0
- Wess, Julius y Bagger, Jonathan (marzo de 1992). Supersimetría y supergravedad: edición revisada y ampliada . Serie Princeton en Física. ISBN 0-691-02530-4
- Bagger, Jonathan A. (1999). Supersymmetry, Supergravity and Supercolliders. Proceedings of the TASI 97. World Scientific. ISBN 978-981-02-3816-2. doi:10.1142/4050.